# Monserrat Bustamante Chán
Pour les articles homonymes, voir Monserrat et Chan.
 (novembre 2016).
Si vous disposez d'ouvrages ou d'articles de référence ou si vous connaissez des sites web de qualité traitant du thème abordé ici, merci de compléter l'article en donnant les références utiles à sa vérifiabilité et en les liant à la section « Notes et références ».
Monserrat Bustamante Chán, née le 15 avril 1976 à Guayaquil, est une universitaire, ingénieur et femme politique équatorienne. Elle participe à la politique nationale comme candidate à la vice-présidence de l’Équateur en tant que colistière du candidat à la présidence, le général Paco Moncayo (en), représentant de l’alliance des partis Alianza Izquierda Democrática, Centro Democrático et Acuerdo Nacional por el Cambio.

## Biographie
Monserrat Bustamante Chán est née à Guayaquil, le 15 avril 1976. C’est la fille aînée de deux enfants de Jorge Luis Bustamante Guevara et Monserratt Chán Ramírez. Elle a une autre sœur du deuxième mariage de son père. Elle est mariée avec l’architecte Patricio Alfredo Agreda Aguirre avec qui elle a un fils.

## Carrière professionnelle
Monserrat Bustamante Chán commence sa carrière professionnelle à l’âge de 18 ans. De 2002 à 2006, elle est professeur d’anglais dans le département de Lettres et sciences du collège Unidad Educativa Santiago Mayor. En 2007, elle est coordinatrice administrative de la faculté de philosophie de l’université catholique Santiago de Guayaquil (UCSG).
En 2009, elle participe à l’élaboration du portefeuille de produits et au plan de marketing de fibre de banane-travailleuses à « El Triunfo » de la Corporation de promotion des exportations et importations (CORPEI).
Un an plus tard, elle est formatrice pour la deuxième et troisième phase du programme « Siembra Futuro » de la compagnie « Cervecería Nacional ». Elle a été consultante pour le Secrétariat national à l’Éducation supérieure, Science, Technologie et Innovation (Senescyt) puis pour la Chambre allemande sur la conception de programmes et pour différentes institutions publiques.
D’octobre 2004 à mai 2011, elle est professeur de Gestion d’entreprise internationale à l’université catholique Santiago de Guayaquil (UCSG). De 2008 à 2011, elle devient coordinatrice de programme pour le vice-rectorat académique de cette même université. Entre mai 2008 et mars 2014, elle y est professeur d’anglais dans la section d’ingénierie d’entreprises à double formation. De plus, dans cette même université, elle est attachée comme professeur invitée dans la carrière d’ingénierie d’entreprises[Quoi ?] à double formation, professeur du système de mastères en éducation supérieure et traductrice de conférences d’octobre 2004 à avril 2014.
Depuis avril 2014, elle remplit les fonctions de Directrice de planification institutionnelle et professeur à temps complet de la faculté de marketing et communication de l’université ECOTEC.

## Études
Élève au lycée Americano de Guayaquil, elle termine ses études secondaires au lycée La Moderna où elle obtient un baccalauréat en sciences comptables et administratives.
Elle poursuit ses études supérieures au Brookdale Community College de l’université de Caroline du Sud et à l’Universidad de Especialidades Espíritu Santo où elle obtient le diplôme d’Ingénieur en sciences de l’entreprise spécialité marketing.
Elle a un mastère en gestion de l’éducation et leadership éducatif, de l’Universidad Técnica Particular de Loja (UTPL) ainsi qu’un diplôme en gestion du marketing de l’université catholique « Santiago de Guayaquil » (UCSG).
Actuellement elle poursuit des études de doctorat, en deuxième année avec l’université de Cadix en Espagne dans la branche de la formation de professeurs, elle devrait finir ces études en novembre 2018.

## Distinctions
- Prix Paul Harris, décerné par la Fondation Rotary internationale qui récompense l’exécution du projet de développement intégral de la commune de Santa Martha de Samborondon.

## Projets et conférences
Elle participe à l’élaboration du premier projet EVADO (évaluation des compétences de l’enseignement d’Équateur) conjointement réalisé avec l’université de Cordoue en Espagne et financé par la Banque espagnole Banco de Santander.
Elle participe aussi aux projets d’inclusion sociale et développement humain. Elle est la directrice fondatrice du groupe culturel Arista qui met en œuvre le premier programme d’éducation rurale dans le canton de Samborondón.
Elle a donné des conférences dans le IV Congrès scientifique international et au I Congrès scientifique international Société des connaissances : Défis et Perspectives au III Congrès scientifique international Défis de l’université face à la Société de la connaissance et l’université du XXIe siècle.
Elle a aussi publié des articles scientifiques dans le domaine académique.

## Carrière politique
Monserratt Bustamante entre dans la sphère politique le 10 novembre 2016 lorsque le candidat à la présidence Paco Moncayo l’annonce comme colistière représentant l’alliance Alianza Izquierda Democrática, Centro Democrático et Acuerdo Nacional por el Cambio
Sa candidature a été inscrite au Conseil national électoral (CNE) le 12 novembre afin de participer aux élections de février 2017.
Elle considère que l’éducation et la politique vont ensemble : « C’est l’éducation qui génère les contextes de développement. »[réf. nécessaire]